# Gouvernement ul-Mulk
Abbasi Imran Khan
Le gouvernement ul-Mulk est le gouvernement du Pakistan du 5 juin au 18 août 2018. Il succède au gouvernement Imran Khan.

## Historique

### Formation
Le mandat du Premier ministre sortant Shahid Khaqan Abbasi prend fin le 31 mai 2018, jour de la fin de la législature. En vertu de la Constitution du Pakistan, un gouvernement électoral est nommé, en attendant les élections législatives du 25 juillet. Le 28 mai, Nasir-ul-Mulk, considéré comme une figure respectée, est désigné Premier ministre et prend ses fonctions le 1er juin.
Le 5 juin, il forme un gouvernement de six membres.

## Composition
| Poste | Titulaire | Titulaire               | Parti |
| --- | --------- | ----------------------- | ----- |
| Premier ministre |           | Nasir-ul-Mulk           | Sans  |
| Ministre des Affaires étrangères Ministre de la Défense |           | Abdullah Hussain Haroon | Sans  |
| Ministre de l'Intérieur Ministre du Contrôle narcotique Ministre de la Coordination inter-provinciale                                                                            |           | Muhammad Azam Khan      | Sans  |
| Ministre des Finances et du Revenu Ministre des Statistiques Ministre du Plan et du Développement Ministre du Commerce et du Textile Ministre de l'Industrie et de la Production |           | Shamsad Akhtar          | Sans  |
| Ministre du Droit et de la Justice Ministre pour les Affaires parlementaires Ministre de l'Information                                                                           |           | Syed Ali Zafar          | Sans  |
| Ministre de l'Éducation fédérale et de la Formation professionnelle Ministre de la Santé Ministre des Affaires religieuses et de l'Harmonie inter-religieuse                     |           | Muhammad Yusuf Shaikh   | Sans  |
| Ministre des Droits de l'homme Ministre du Cachemire et du Gilgit-Baltistan Ministre des États et des Frontières des régions                                                     |           | Roshan Khursheed        | Sans  |